# Liban na Letnich Igrzyskach Olimpijskich 1960
Liban na Letnich Igrzyskach Olimpijskich 1960 reprezentowało 19 zawodników (wszyscy mężczyźni). Reprezentanci Libanu nie zdobyli jednak żadnego medalu na tych igrzyskach.